# Václav Rejchl ml.
Václav Rejchl ml. (3. listopadu 1884 Librantice – 9. července 1964 Hradec Králové) byl český architekt a urbanista, syn architekta Václava Rejchla st. a bratr architekta Jana Rejchla. Byl autorem regulačního plánu města Hradec Králové z roku 1909 (tento plán je i ve 21. století stále naplňován) a v tomto městě také po celý život působil.

## Život
Václav Rejchl ml. se narodil v Libranticích jako druhý syn architekta Václava Rejchla st. Absolvoval měšťanskou školu v Libranticích a poté navštěvoval reálné gymnázium v Hradci Králové, kde mezi jeho spolužáky patřili například malíř Bohumil Kubišta, se kterým navázal Rejchl osobní přátelství, nebo generál Josef Nosál. V roce 1903 začal Václav Rejchl ml. studovat techniku v Praze. Zde byli jeho učiteli např. Jan Koula, Rudolf Kříženecký, Adolf Liebscher nebo Josef Schulz - ten přednášel dějiny architektury a svými přednáškami o vývoji architektury a urbanismu Rejchla velmi ovlivnil.
V roce 1908 přerušila Rejchlovo studium vojna, v roce 1909 byl ale superarbitrován a vrátil se ke studiu. V témže roce se se starším spolužákem Vladimírem Zákrejsem a inženýrem Josefem Šejnou zúčastnil veřejné soutěže na regulační plán města Hradec Králové a jejich návrh "Velký Hradec" zvítězil. V následujících letech absolvoval Rejchl několik zahraničních studijních cest a několik stavitelských praxí. V roce 1911 byl zaměstnán v královéhradecké technické kanceláři, kde s Oldřichem Liskou svůj regulační plán finalizoval.  Mezi roky 1913 a 1916 Václav Rejchl ml. opakovaně žádal školu o připuštění k závěrečné státní zkoušce, administrativa ale stále z různých důvodů odmítala uznat jeho praxe. Rejchl navíc v letech 1915-16 narukoval (pro armádu pracoval jako projektant) a mohl se školou jen obtížně jednat, do věci se tedy vložil jeho otec Václav Rejchl st. a s úřady uznání praxe svého syna vyjednal. Václav Rejchl ml. tedy složil státní zkoušku až v roce 1916 a školu tak ukončil po 9 letech opakovaně přerušovaného studia. Během studia se v roce 1913 Václav Rejchl ml. oženil v Praze v kostele svatého Klimenta na Novém Městě s Martou Rienerovou. V letech 1913 - 15, rovněž za studií, pomáhal svému otci v jeho kanceláři a některé budovy již projektovali společně. 
Po první světové válce v roce 1919 vstoupil Václav Rejchl ml. společně s otcem do Společnosti stavitelů. Ta sdružovala sedm stavebních firem činných v Hradci Králové: Josefa Jihlavce, Josefa Novotného, Josefa Fňouka, Roberta Schmiedta, Františka M. Černého, Jana Krause a kancelář Rejchlových. V roce 1921 ale oba z organizace vystoupili a Václav Rejchl ml. převzal rodinnou projekční kancelář, která sídlila v rohovém činžovním domě čp. 390 v Pospíšilově ulici v Hradci Králové, kde rodina Rejchlových také bydlela. V roce 1926 se kancelář i byt rodiny přesunuly do objektu čp. 543 na současné třídě Československé armády. V letech 1926–1927 si Václav Rejchl ml. postavil vlastní činžovní dům čp. 720 v Kotěrově ulici, kam se poté rodina se dvěma dětmi, Magdou a Jiřím, přestěhovala.
Ve 20. letech 20. století působil Václav Rejchl ml. především samostatně, ve 30. letech 20. století pak zejména společně se svým bratrem Janem, kde Václav působil spíše jako stavitel Janových architektonických návrhů. Stylově se Václav Rejchl ml. klonil zejména k historismu, ale v jeho tvorbě najdeme i prvky národního slohu nebo purismu.
Václav Rejchl ml. se rozhodl pokračovat v podnikání ve stavebnictví i po druhé světové válce, po roce 1948 však byl obviněn z nedovoleného podnikání (odmítl dobrovolně odevzdat svou kancelář nově se formujícímu znárodněnému stavitelství), začátkem 50. let byl stíhán Státní bezpečností a v letech 1953 - 54 téměř rok vězněn (paradoxně v jím navržené budově krajského soudu v Hradci Králové). Po návratu z vězení z existenčních důvodů prodal své umělecké sbírky (například grafiky Bohumila Kubišty ještě z gymnazijních let) a už neměl snahu se ke stavebnictví znovu vrátit. Jeho zájem o architekturu trval, ale věnoval se především památkářské činnosti. Např. v roce 1955 adresoval MěNV v Hradci Králové kritický dopis, kterým ostře protestoval proti přepracovanému regulačnímu plánu města, jenž se neslučoval s Rejchlovými architektonickými a urbanistickými principy (jednalo se především o nedostatek zeleně v ulicích a necitlivé zásahy do starého města). Jako památkář východočeského regionu, kterým byl od roku 1919 až do své smrti, se také zasadil o záchranu maskaronů na budově Grandhotelu architekta Josefa Fňouka a protestoval i proti postupu ministerstva kultury při rekonstrukci zámečku v Rychnově nad Kněžnou. Na začátku 60. let se pak ještě společně se Zdeňkem Wirthem angažoval v osazení pomníku Jana Žižky na Velké náměstí před katedrálu svatého Ducha. Václav Rejchl ml. se zabýval také popularizační a přednáškovou činností

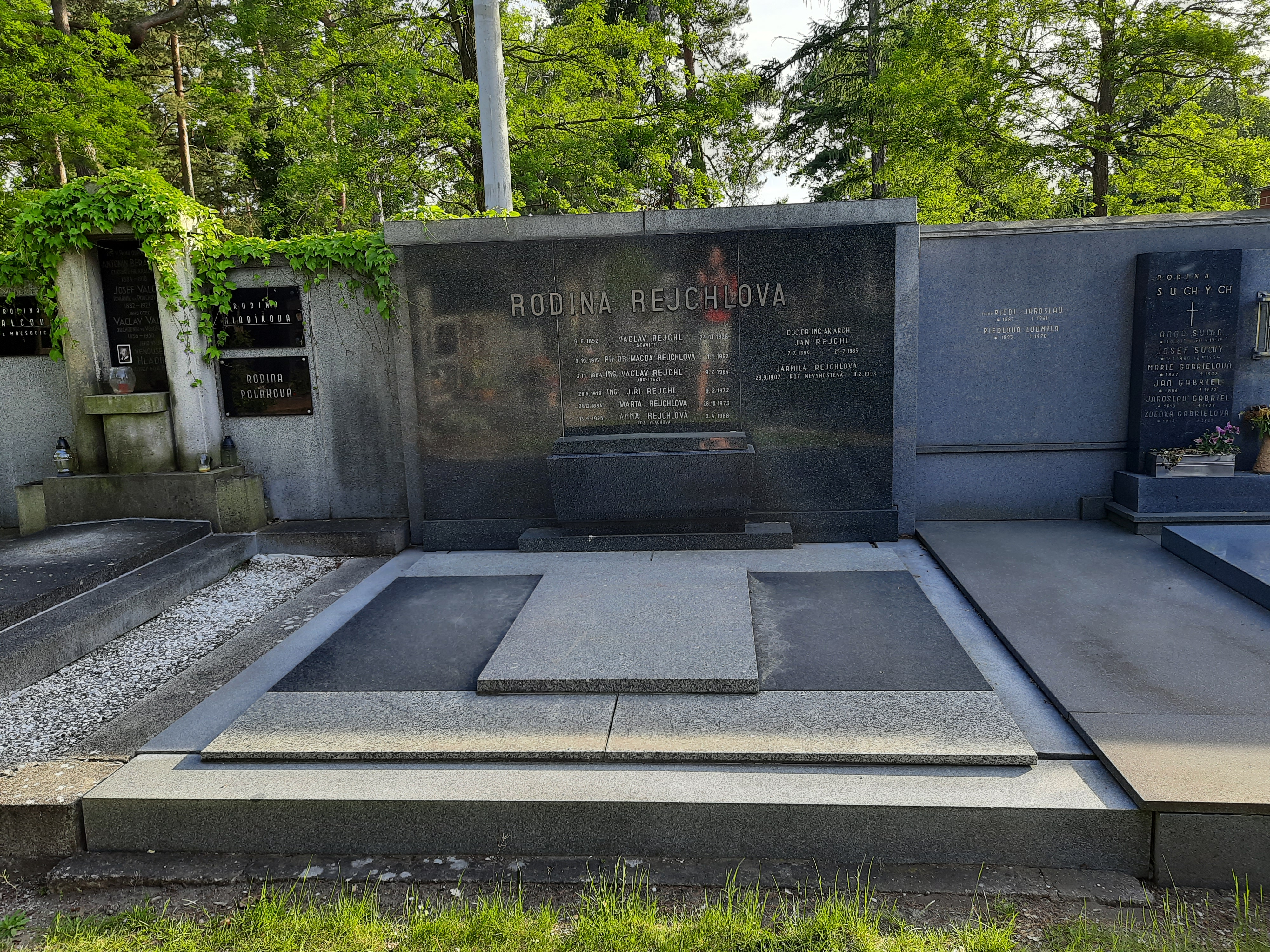
Hrobka rodiny Rejchlovy na hřbitově v Pouchově

Václav Rejchl ml. zemřel v roce 1964 v 79 letech. Pohřben byl do rodinné hrobky na hřbitově v Pouchově. V roce 1992 byl in memoriam rehabilitován.

## Dílo
Působení v kanceláři otce Václava Rejchla st. (1909–1913):
- projekty na stavbu škol v Libranticích a v Probluzi (realizace 1910)[6]
- projekt Husova domu na Malém náměstí v Hradci Králové (realizace 1915)[6][4][5]
- vila Jana Sixty v Hradci Králové realizace (1908–09, realizace 1911)[6][5]
- vila ředitele Karla Jandy v Hradci Králové (1909–10, realizace 1911)[6][5]
- vila pro rodinu Kavalírových, Zámeček čp. 440 (1909–11)[5]
- vila pro rodinu Mayerových, Zámeček čp. 38 (1909–11)[5]
- dům paní Šteffkové v Hradci Králové (realizace 1913)[6]
- dům p. Padourka v Třebechovicích pod Orebem čp. 28 a čp. 46 (realizace 1913)[6][5]
- vila lékárníka Jindřicha Suchánka v Hradci Králové (realizace 1913)[6]
- vila slečny Štanderové v Hradci Králové (realizace 1913)[6]

Samostatná projekční činnost:
- vojenská epidemiologická nemocnice ve Farářství (1920)[6]
- Obecní dům v Třebechovicích (1921)[6]
- dva domy pro firmu bratří Vitouškových (1921)[6]
- mlýn pana Dotřela v Třebechovicích (1922)[6]
- rodinný dům na Orlickém nábřeží čp. 645/13, Hradec Králové (1923)[4]
- dvojdům v Balbínově ulici čp. 655 a 656, Hradec Králové (1923)[4]
- Studentský domov (pozdější Divadlo DRAK) v Hradci Králové (1923)[6][4][5]
- budova YMCA v Hradci Králové na Gočárově třídě, spolupráce Jana Rejchla (1924)[6][4][5]
- Budova okresní péče o mládež čp 627, Hradec Králové (1924)[4][5]
- dva družstevní domy v Čelakovského ulici v Hradci Králové (1924)[6]
- šestnáct družstevních domků v Třebechovicích v ulici Na Stavě čp. 545–550, v ulici Jiráskova čp. 551–556 a v ulici Hradecká čp. 557–566 (1924–25)[6][4][5]
- dům pekaře pana Votavy a pana Hofbauera v Hradci Králové (1925)[6]
- dům čp. 720 v Kotěrově ulici v Hradci Králové (1926); Rejchlovi zde bydleli[6][5]
- družstevní mlékárna na Pražském předměstí v Hradci Králové (1926)[6][4]
- činžovní dům v Divišově ulici čp. 775 v Hradci Králové; návrh Jan Rejchl (1927)[6][4][5]
- dva činžovní domy v Macharově ulici v Hradci Králové (1927– 28)[6]
- vila Ing. Karla Fořta v Polákově ulici čp. 737, Hradec Králové (1928)[4][7]
- vila Ing. Hupky v Nezvalově ulici čp. 766 , Hradec Králové (1928–29)[4]
- vila Dr. Šolty na Orlickém nábřeží v Hradci Králové (1929)[6]
- větší část domů leteckých kasáren ve Věkoších (1930–31)[6]
- stavba Okresní hospodářské záložny v Hradci Králové podle návrhu a projektu Jana Rejchla (projekt 1930, realizace 1932)[6]
- stavba Invalidovny v Hořicích dle návrhu architekta Otakara Novotného (projekt 1931, realizace 1933)[6][5]
- stavba Krajského soudu a věznice v Hradci Králové, spolupráce Jana Rejchla na projektu (projekt 1931, realizace 1935)[6][4][5]
- dvojdům v ulici U Kavalíru čp. 815 a čp. 816, Hradec Králové, polovina určena pro rodinu Rudolfa Šterna, druhá pro rodinu Leopolda Linka (1932)[4][7]
- stavba budovy Hlavního nádraží v Hradci Králové, spolupráce Jana Rejchla (1935)[6][5]
- sedm městských činžovních domů v ulici bratří Čapků čp. 874–877 a v ulici Okružní čp. 871–873 za průmyslovou školou stavební v Hradci Králové na Slezském předměstí (1938)[6][5]
- stavba kasáren v Lipníku a v Těchoníně (1938)[6]
- dva domy gážistů ve Starém Městě pod Lipníkem (1938)[6]
- projekt a stavba rohového domu v Karlově ulici v Hradci Králové (1938)[6]
- Okresní úřad v Novém Městě nad Metují (1938)[6]
- stavba startovací dráhy na letišti ve Věkoších v Hradci Králové (1938)[6][4]
- stavba dvou činžovních domů u družstevní mlékárny na Pražském předměstí v Hradci Králové (1939)[6]

## Galerie

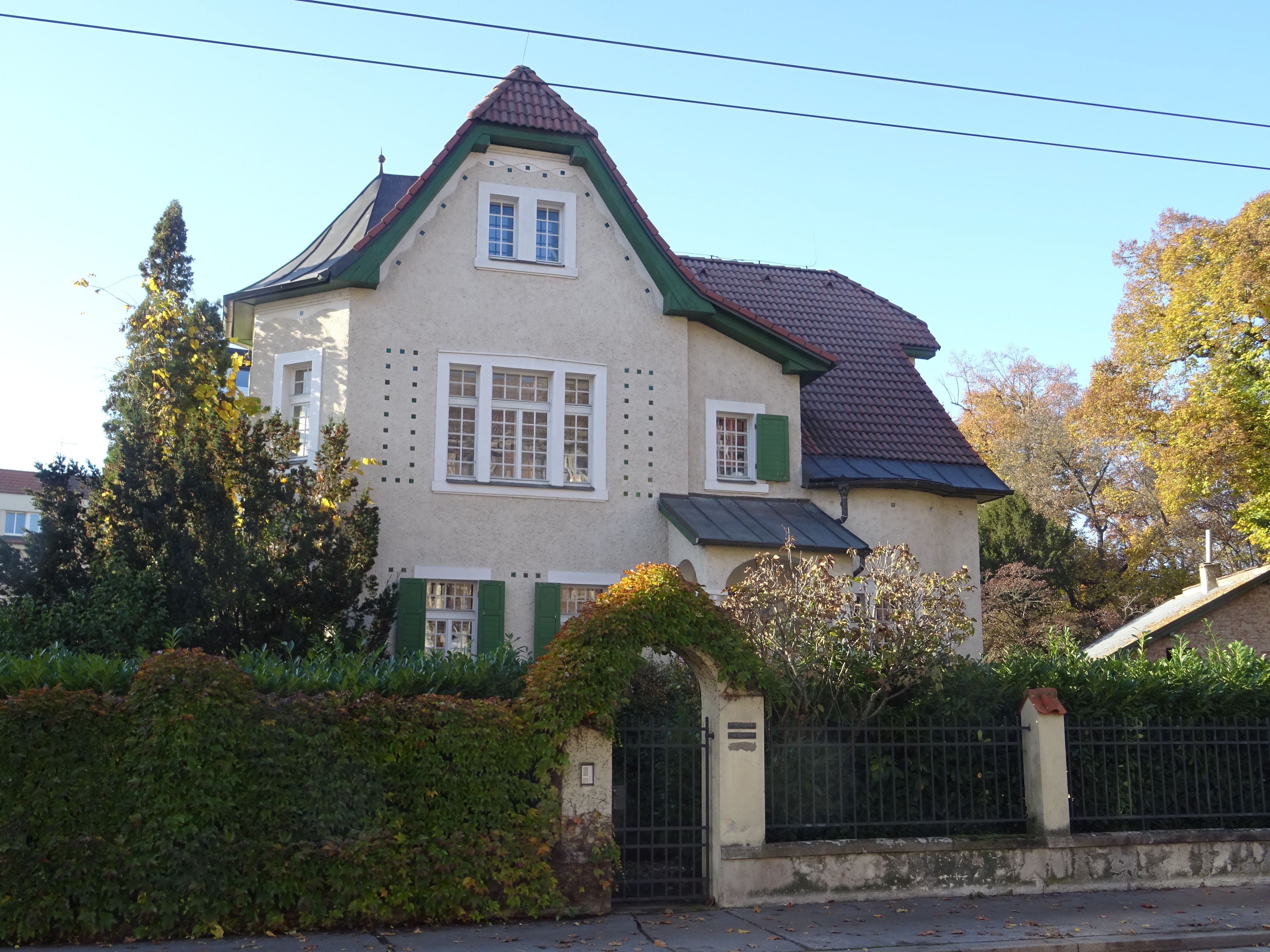
Vila Jana Sixty
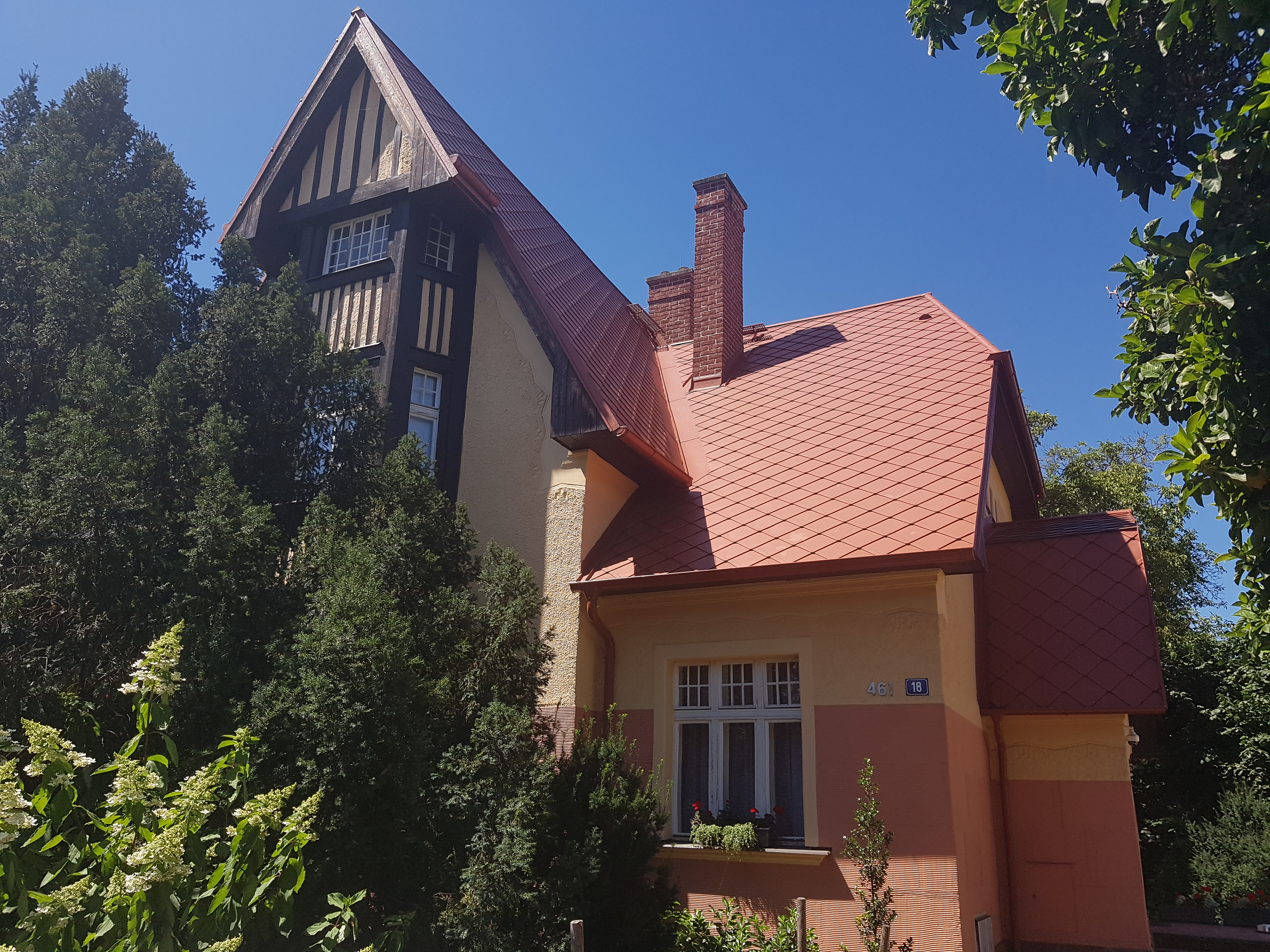
Vila Karla Jandy
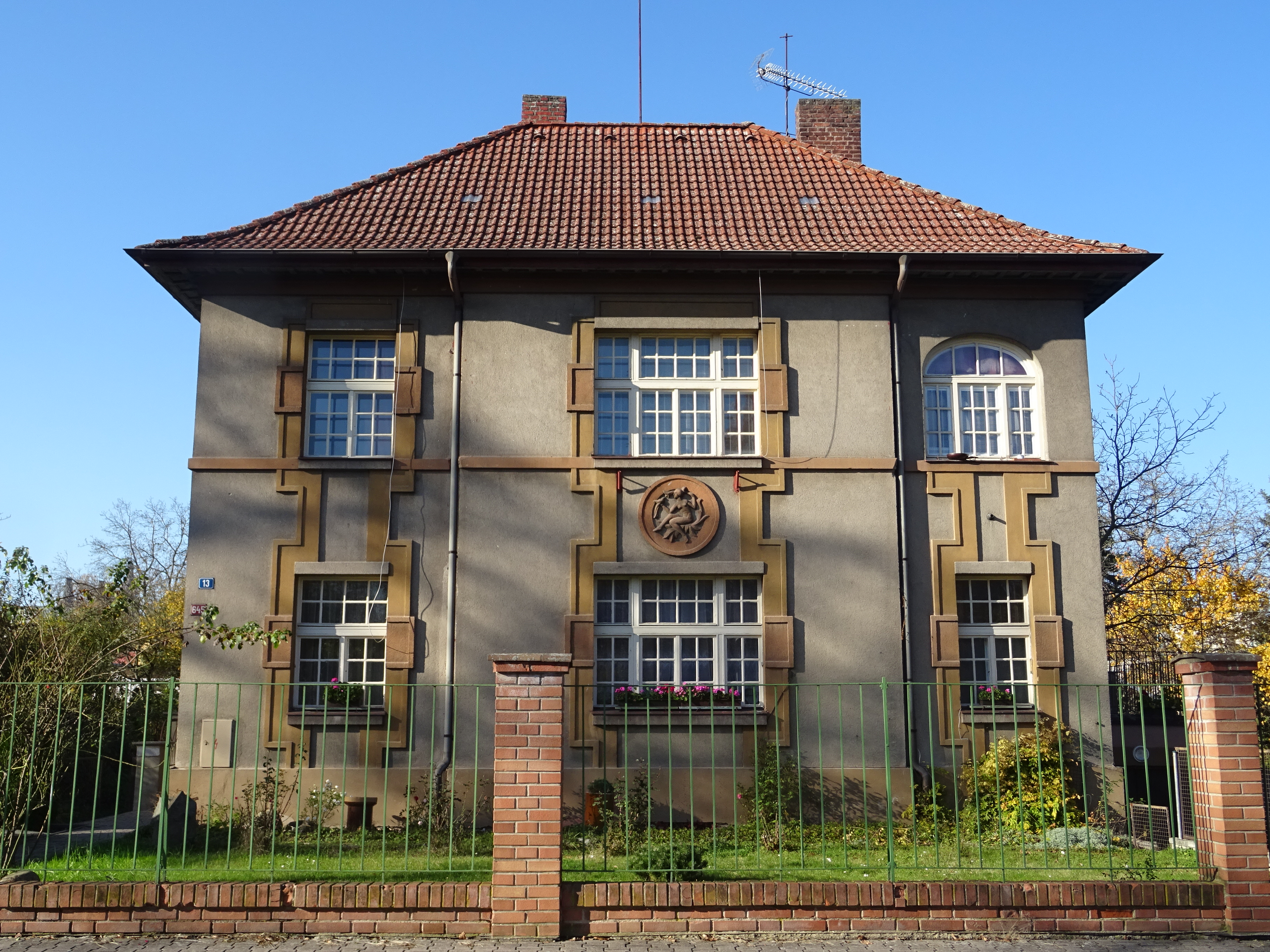
Vila Orlické nábřeží 645/13
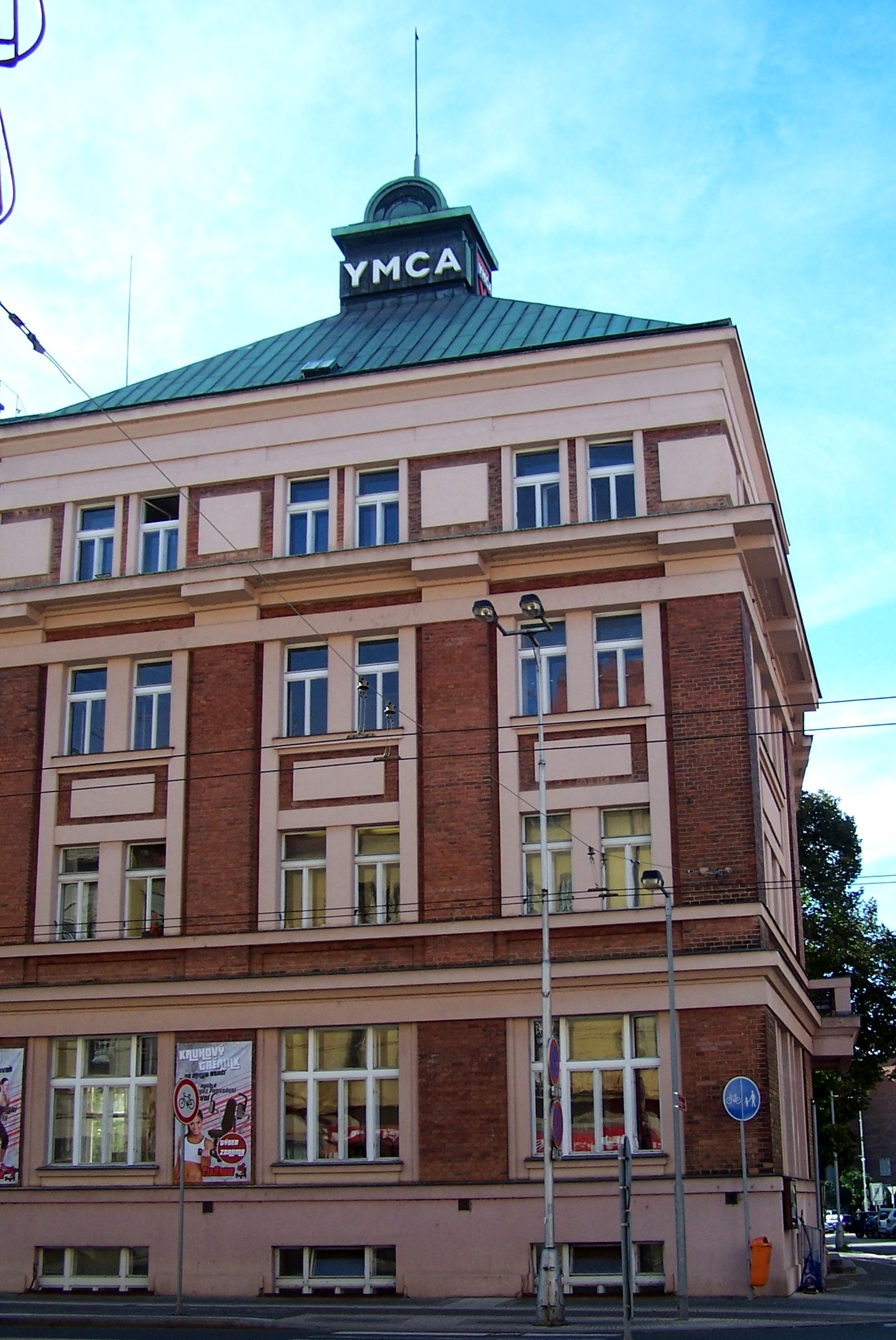
YMCA Hradec Králové
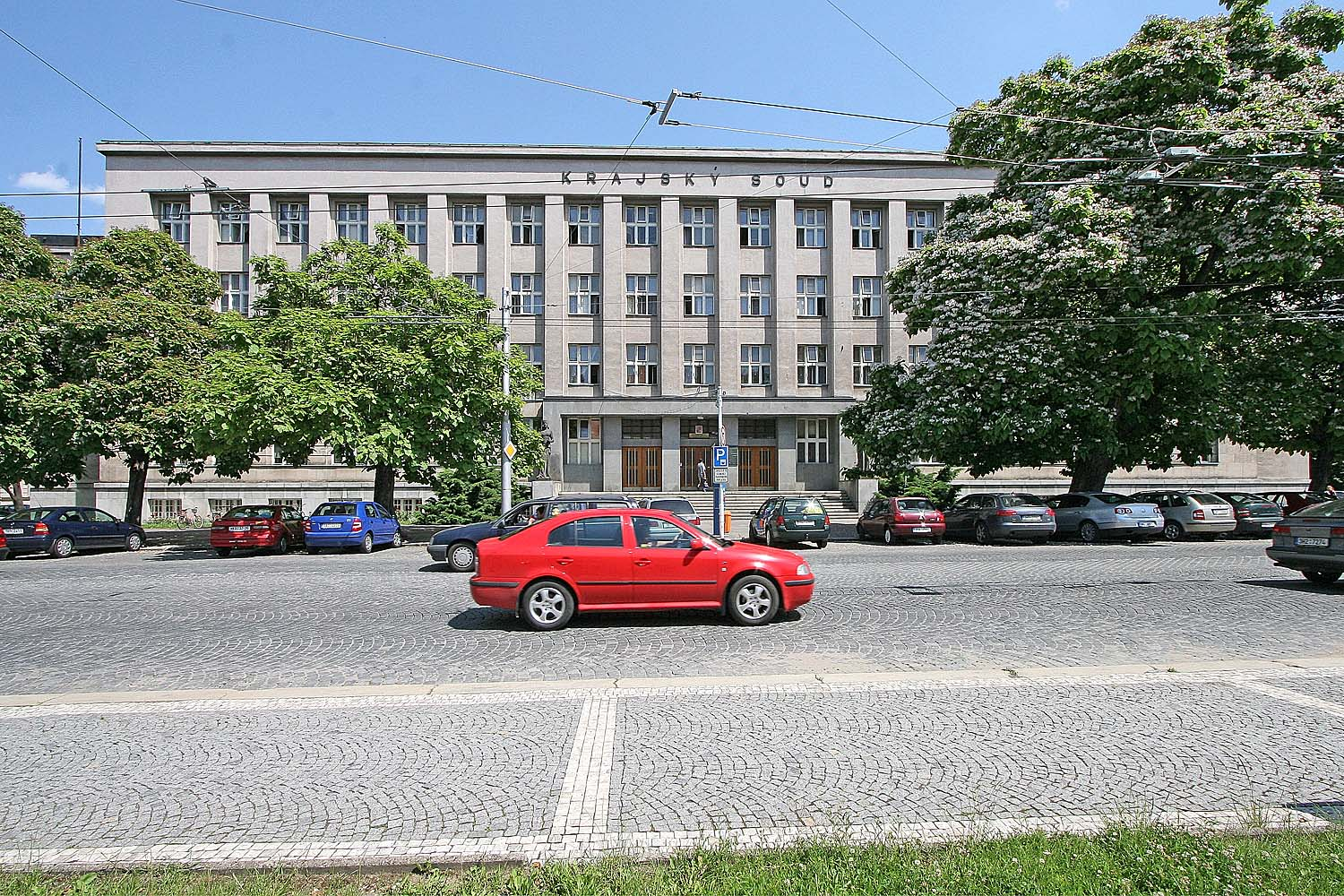
Budova krajského soudu v Hradci Králové
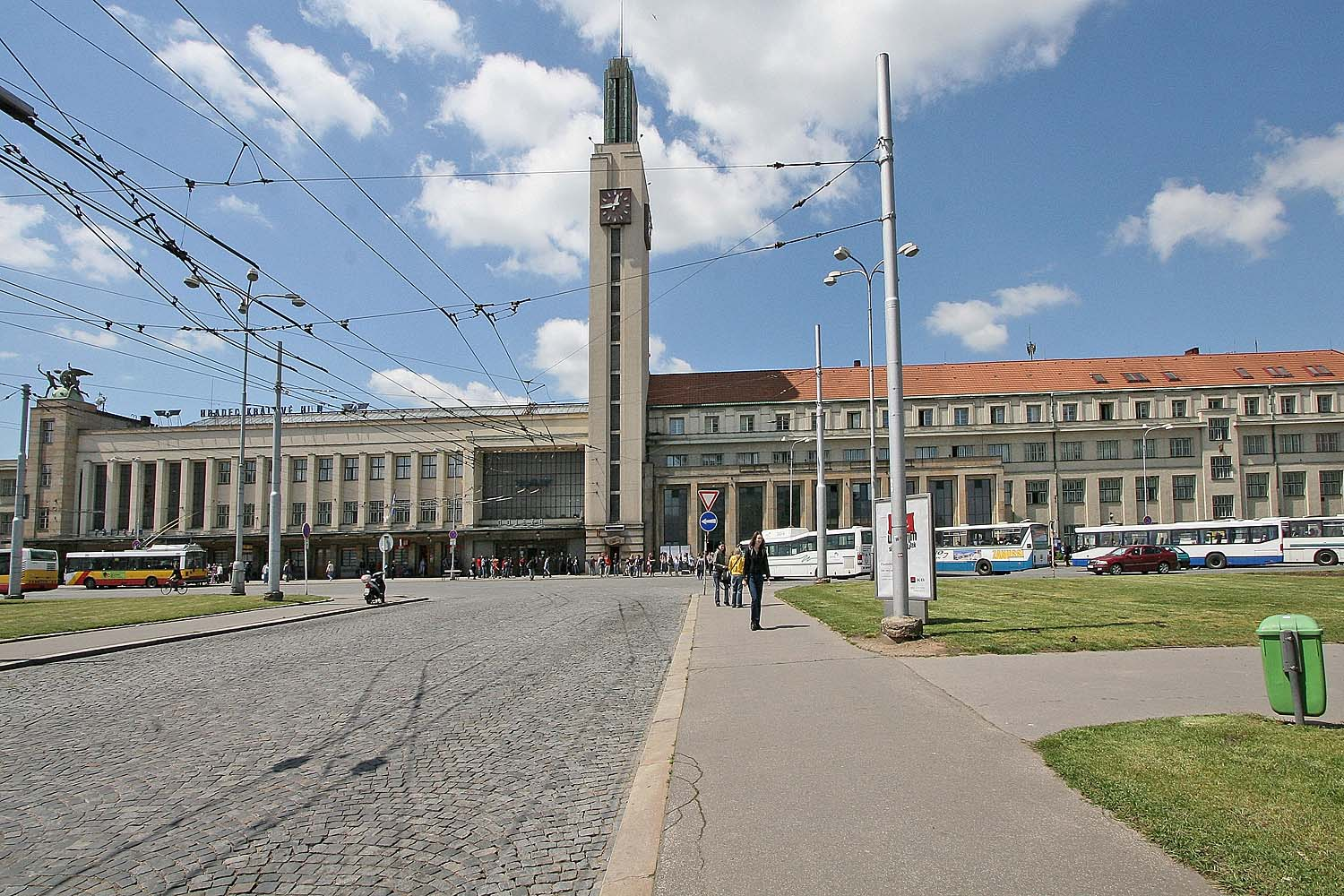
Hlavní nádraží v Hradci Králové